# Dodecaedro simo
In geometria solida il dodecaedro simo (che significa: dodecaedro a cui sono stati smussati alcuni vertici) o dodecaedro camuso è uno dei tredici poliedri archimedei.
Ha 92 facce, 12 delle quali sono pentagoni regolari e le altre 80 sono triangoli equilateri. Si tratta di un poliedro chirale: non è equivalente alla sua immagine riflessa, e si presenta quindi in due forme distinte.
| Dodecaedro simo |
| --------------- |
|                 |

## Legami con il dodecaedro
Il dodecaedro simo può essere ottenuto dal dodecaedro espandendo le 12 facce pentagonali e quindi ruotando leggermente i pentagoni in modo che lo spazio tra questi possa essere riempito da corone di triangoli equilateri.

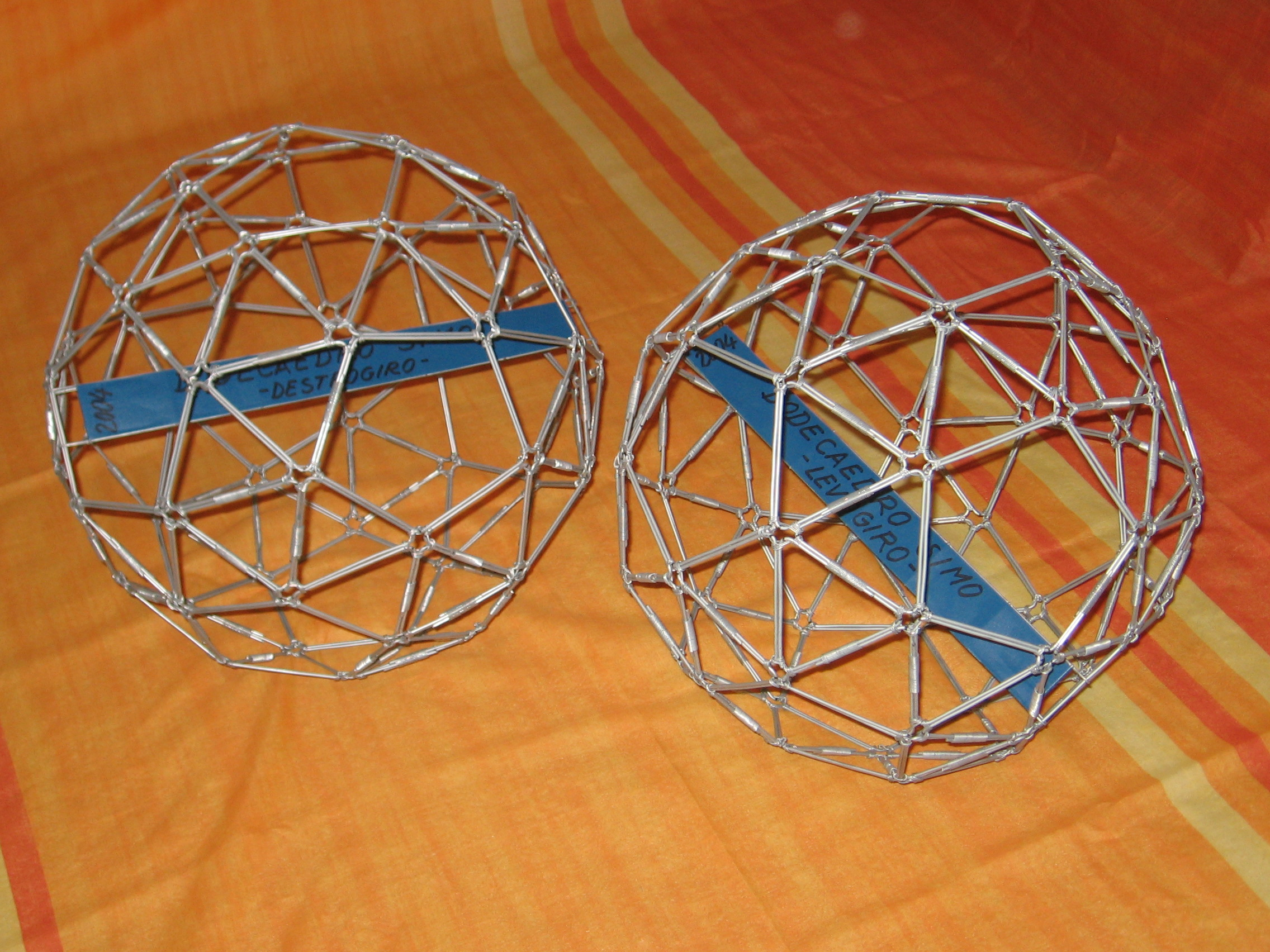
I due modelli speculari del poliedro

| Dodecaedro | Dodecaedro espanso | Dodecaedro simo |

## Chiralità
Il dodecaedro simo è un poliedro chirale: differisce sostanzialmente dalla sua immagine riflessa. Per questo motivo esistono due versioni del dodecaedro simo, dette destrogira e levogira. Dei tredici solidi archimedei, l'unico altro solido chirale è il cubo simo.

## Dualità
Il poliedro duale del dodecaedro simo è l'esacontaedro pentagonale. Anch'esso è un poliedro chirale.